# Julestjerne (flettet dekoration)
 For alternative betydninger, se Julestjerne. (Se også artikler, som begynder med Julestjerne)
En julestjerne, på tysk kaldet Fröbelstern og på engelsk Froebel star, er en juledekoration lavet af papir.

## Beskrivelse
Den 3-dimensionelle julestjerne samles af fire lige brede papirstrimler med et bredde-til-længde forhold på mellem 1:25 og 1:30.
Væve- og foldnings- proceduren kan udføres i omkring 40 trin. Produktet er en papirstjerne med otte flade takker og otte koniske takker. Samlingsinstruktionerne kan sluttes halvvejs, hvilket giver en flad ottetakket stjerne uden de koniske takker.
Julestjerner har oprindelse i tysk folkeminde. Traditionelt blev stjernen dyppet i voks og fik pådrysset glitter efter foldningen.
Stjernen kan opfattes som en form for origami,

fordi den er lavet af fire ens strimler uden lim.
Men da den kombinerer foldning og vævning, er den en form for "afvigende" origami.

## Historie
Fröbelstjernen bærer navnet efter Friedrich Fröbel (1782–1852), som er grundlægger af børnehave-begrebet. Han opmuntrede brugen af papirfoldning i før-skole-uddannelse med målet at formidle simple matematiske begreber til børn.

Det er dog muligt at Fröbel ikke opfandt Fröbelstjernen, og at den allerede var bredt kendt i lang tid før. Fröbel opmuntrede til papirfoldning som en aktivitet for små børn og han populariserede det som en del af aktivering af børn.

Beskrivelser af hvordan man folder en Fröbelstjerne daterer mindst tilbage til det 19. århundrede.
I Tyskland er navnet Fröbelstjerne (Fröbelstern) blevet det almindelige navn for denne papirdekoration siden 1960'erne. Fröbelstjernen anvendes som julepynt på juletræer og julekranse - og til at lave guirlander og uroer. Fröbelstjernen er meget almindelig i Tyskland,
selvom kun få mennesker ved hvordan man laver dem.